# Отдельная рота фугасных огнемётов
Отдельная рота фугасных огнемётов, Отдельная фугасно-огнемётная рота, нередко назвались просто Отдельными огнемётными ротами (ОРФО, ОФОР, часто ООР) — штатное формирование (воинская часть, отдельная рота) РВГК, существовавшее в химических войсках Красной армии (РККА), во время Великой Отечественной войны. Отдельные огнемётные роты существовали и в послевоенное время, в частности в 80-е годы они имелись в штате мотострелковых дивизий 40-й общевойсковой армии в Республике Афганистан и успешно применялись для борьбы с бандформированиями.

## История
Фугасный огнемёт ФОГ-1 был сконструирован в апреле 1941 года и принят на вооружение постановлением ГКО № 115 сс от 12 июля 1941 года, поэтому формирование рот происходило в крайне сжатые сроки. Первые 50 рот были сформированы в августе 1941 года и вступили в бой в октябре того же года. Около половины из них были на самом главном на тот момент направлении — Московском.
К апрелю 1942 года в действующей армии было 143 отдельные роты фугасных огнемётов и именовались фугасно-огнемётными ротами. Формирование продолжилось и после, в том числе и на основании других огнемётных частей. К примеру, 198-я отдельная фугасно-огнеметная рота переформирована из отдельной ампуломётной роты 49-й армии, 201-я отдельная фугасно-огнеметная рота Закавказского фронта — из 201-й и 203-й отдельных рот стационарных огнемётов в марте 1943 года, а 55-я офор Западного фронта (впоследствии 151-я офор) и 56-я офор 33-й армии (впоследствии 152-я офор) — соответственно из 1-й и 3-й отдельных огнеметных рот 51-й и 33-й армий.
Опыт боевых действий показал целесообразность массированного применения фугасных огнемётов на широком фронте. Это привело к укрупнению рот. В отдельных укрепленных районах появились роты, имевшие на вооружении 300 огнемётов.
В дальнейшем, особенно после удачного применения в Сталинграде, роты фугасных огнемётов послужили основой для формирования других огнемётных рот и батальонов, в том числе танковых, моторизованных, тяжелых, а также легких ранцевых огнемётов. К сентябрю 1943 года большинство рот были расформированы, около 70 обращены на формирование и доукомплектование отдельных огнемётных батальонов и две пошли на формирование рот ранцевых огнемётов.
Одним из ярких примеров являются боевые действия 26-й Краснознаменной отдельной роты фугасных огнемётов 1 декабря 1941 года под Москвой. Рота действовала в боевых порядках 32-й стрелковой дивизии. 1 декабря противник атаковал позиции дивизии с целью прорваться к Москве. В результате огневых залпов были сожжены две роты автоматчиков и три танка врага, а также очищены захваченные им окопы и после этого заняты стрелковыми подразделениями дивизии. Таким образом противник был остановлен и окончательно поставлена точка в немецких планах наступления на Москву. Советское правительство наградило 26-ю отдельную огнемётную роту — первую из огнемётных частей — орденом Красного Знамени.

## Боевое применение
Времени на изучение тактически наиболее совершенных способов применения новых огнемётов в полигонных условиях не было. Они выработались в ходе боевых действий, в которых принимали участие роты фугасных огнемётов.
Отдельные случае дробления рот при ведении боевых действий осенью 1941 года оказались нецелесообразными. Напротив, централизованное применение рот и отдельных взводов обеспечивало широкое прикрытие фронта. Рота в обороне располагалась в один или два эшелона. При одноэшелонном боевом порядке — «в линию», «углом назад (вперед)» и «уступом» за одним из флангов. Таким образом, рота могла прикрыть 1,5 километров фронта, а в некоторых случаях — до 2,5—3 километров.
Огнемёты располагались «огнемётными кустами». Позиция представляла собой перекрытый стрелковый окоп полного профиля. В четырёх метрах перед ним располагался «куст» из 5—8 огнемётов в направлении вероятного движения пехоты и танков противника, а также в направлении соседних «кустов» и позади — с направлением в тыл — для создания сплошного огневого поля. Огнемётчик находился в окопе. Такие позиции оборудовались на расстоянии 100—200 метров друг от друга по фронту и в глубину исходя из максимальной дальности огнеметания. Каждый «огнемётный куст» мог вводиться в действие как самостоятельно, так и одновременно с соседними.
Опыт боевых действий во время штурма крупных городов показал, что есть возможность использовать роты фугасных огнемётов децентрализовано (мелкими группами или даже по одному огнемёту). Нередко огнесмесь из огнеметов просто выливалась в вентиляционные отверстия, подвалы и трещины в зданиях, в которых оборонялся противник, после чего поджигалась. Таким образом противник вынужден был покинуть свои убежища, либо, оставшись в них, погибал.
Боевые действия рот фугасных огнемётов совместно со стрелковыми подразделениями и частями было наиболее часто встречающимися. Огнемётные части опираясь на огневую мощь пехоты, поддерживающей артиллерии и других огневых средств, могли наиболее эффективно использовать огнемёты. С другой стороны, подразделения, имевшие в своих боевых порядках фугасные огнемёты, могли в полной мере и своевременно использовать результаты и моральное воздействие во время своих контратак.
Фугасно-огнемётные подразделения применялись в артиллерийско-противотанковом резерве, а также самостоятельно — на незанятых другими частями участками местности — на флангах или стыках частей и соединений.
В наступлении и обороне выполняли задачи прикрытия стыков и флангов частей, подразделений и соединений, прикрытия позиций артиллерийских групп, прикрытия танкоопасных направлений, усиления частей на армейских отсечных позициях, действий в составе противотанкового или подвижного армейского резерва, закрепления ранее занятых войсками районов, огневой подготовки наступления.

## Штат
Изначально — три трехотделенных взвода по 60 огнемётов ФОГ в каждом (всего 180). Для транспортировки людей и огнемётов использовались пароконные повозки, всего — 32. С целью повышения маневренных и маршевых возможностей, в январе 1942 года в состав были включены пять 3-тонных грузовиков ЗИС-5, а количество огнемётов было уменьшено до 15 на отделение (всего 135). Огнемётный расчёт составлял два бойца. 

## Формирования
- 26-я Краснознамённая отдельная рота фугасных огнемётов;
- 100-я отдельная рота фугасных огнемётов;
- 104-я отдельная рота фугасных огнемётов
- и другие

## Документы
- Приложение к директиве Генерального штаба от 29 ноября 1962 г. № 203745. Перечень № 35. Химические части и подразделения (отдельные батальоны и роты). Перечень формирований Действующей армии и флота в годы Великой Отечественной войны 1941—1945 годов.